# تاکوتو یاسوکا
تاکوتو یاسوکا (انگلیسی: Takuto Yasuoka؛ زادهٔ ۲۹ اکتبر ۱۹۹۶) بازیکن فوتبال است.